# Vespanthedon
Vespanthedon là một chi bướm đêm thuộc họ Sesiidae.

## Các loài
- Vespanthedon cerceris  Le Cerf, 1917